# Манич (річка)
Манич (Західний Манич) — річка на півдні Європейської частини Російської Федерації у Кумо-Маницький улоговині. Західний Манич тече в північно-західному напрямку і є лівою притокою Дону; Витоки  знаходяться в Калмикії та Ставропольському краї.
Західний Манич, притока річки Дон. Річка має завдовжки 219 км, його джерелом є озеро Манич-Гудило у південно-західній частині Республіки Калмикія. У Ростовській області Західний Манич тече через Сальський, Пролетарський, Веселівський та Багаєвський райони та через місто Пролетарськ й впадає в річку Дон у станиці Маницької, на схід від міста Ростов-на-Дону.
Є три водосховища на річці Західний Манич, від витоку до гирла :
- Пролетарське водосховище (гребля 46°37′53″ пн. ш. 41°39′36″ сх. д. / 46.63139° пн. ш. 41.66000° сх. д., біля міста Пролетарськ)
- Веселовське водосховище (гребля, біля селища Веселий).
- Усть-Маницьке водосховище (гребля 47°14′20″ пн. ш. 40°15′53″ сх. д. / 47.23889° пн. ш. 40.26472° сх. д.)

Пролетарська гребля є досить високою, щоб підняти рівень води в озері Манич-Гудило вище за течією, тому насправді озеро стало частиною Пролетарського водосховища. Три водосховища (і озеро Манич-Гудило) утворюють майже безперервний ланцюг, природне річище, майже повністю затоплено ними. Згідно з розрахунками російського географу Олександра Базелюка, лише 9,1 км довжини річки Західний Манич залишається в її первісному вигляді «річка» (а не у формі водосховища): 8,2 км від Веселовської греблі у верхній течії Усть-Маницького водосховища, та 0,9 км від Усть-Маницької греблі до впадіння у річку Дон.

## Притоки Маничу
- ліві
  - р. Калаус (до побудови греблі в місці його біфуркації, він також був і правою притокою Східного Маничу[3][4])
  - р. Джалга
  - Великий Єгорлик
  - Середній Єгорлик
  - Юла
- праві
  - р. Кіраста
  - р. Підпільна

У минулому річка Калаус, досягаючи тальвегу Кумо-Маницької западини, розгалужувався. Русло, прямуюче від цієї точки (45°43′ пн. ш. 44°06′ сх. д. / 45.717° пн. ш. 44.100° сх. д.) на північ і далі на захід, до озера Манич-Гудило, ставало початком Західного Маничу; русло, прямуюче на південь і далі на схід, ставало початком Східного Маничу. Згодом у цьому місці була побудована Калауська гребля, яка перешкоджає стоку води Калаус до Східного Маничу; таким чином, Калаус став лише притокою Західного Маничу.

## Водний рельєф річки
Кумо-Маницька западина, розташована між високим правобережжям Волги й височиною Ергені на півночі і Ставропольською височиною на півдні, є древньою протокою що з'єднувала у геологічному минулому Чорне та Каспійське моря. Довжина стародавньої Маницької протоки становила майже 500 км. Зв'язок між морями через Маницьку протоку то відновлювалася, то припинялася, внаслідок чого сучасний рельєф водойм Маничу дуже складний — безліч боліт, лиманів, островів і проток.

## Міста і великі поселення на Маничу
- ст. Маницька, Ростовська область
- сел. Веселий, Ростовська область
- м. Пролетарськ, Ростовська область

## Характеристика води
Хімічний склад води змінюється від гідрокарбонатно-сульфатно-кальцієвого та сульфатно-натрієвого на заході до хлоридно-натрієвого на сході. Мінералізація води зростає із заходу на схід, досягаючи максимальних величин (17-30 г/л) у центральній частині Східного Маничу. Висока мінералізація характерна для всього Маничу, за винятком невеликих опріснених дільниць, утворених припливом прісних вод. Зниження рівня мінералізації Західного Маничу і Східного Маничу відбулося після подачі вод р. Кубань по Невинномиському каналу і далі по р. Великий Єгорлик. Невинномиський канал побудовано в 1948 році.

## Природа Маничу
Вода Маничу характеризується підвищеною мінералізацією, тому високонадводна рослинність майже не розвинена, а численні острови озер і водосховищ покриті злаково-різнотравними асоціаціями.
Озеро Манич-Гудило є місцем масового гніздування, линяння і міграційних скупчень водоплавних птахів, у тому числі рідкісних, таких як червоновола казарка (Branta ruficollis), рожевий і кучерявий (Pelecanus crispus) пелікани, чорноголовий реготун (Larus ichthyaetus). В Євразії цей район є одним з найбільших скупчень мігруючих гусей: білолобий гусей (Anser albifrons), червоноволої казарки, гуски малої, сірої гуска(Anser anser). Для збереження унікальної природи озера і рідкісних збережених ділянок тубільної степової рослинності в 1995 створено Державний природний заповідник «Ростовський».
Водно-болотні угіддя заповідника — міжнародного значення, що знаходяться під юрисдикцією Рамсарської конвенції. В акваторії озера Манич-Гудило що належать до Острівної ділянки Ростовського заповідника на острові Водний (Южний) зберігається популяція диких коней.

## Водний шлях Азов— Каспій
Ідея створення водного шляху Азовське море — Каспійське море має давню історію. У XVIII столітті академік Паллас обґрунтував можливість її реалізації шляхом з'єднання морів по долинах річок Східного та Західного Маничу.
У 1932 році Раднарком СРСР ухвалив рішення про розробку проекту водного шляху з'єднуючого Азовське та Каспійське моря. У 1934—1937 роках був розроблений робочий проект з'єднувального каналу. Траса каналу прокладена Кумо-Маницькою западиною. Проект частково було реалізовано.
У 1936 році було побудовано Усть-Маницький, а в 1941 році — Веселовський і Пролетарський гідровузли, які утворили однойменні водосховища. Німецько-радянська війна перервала роботи зі створення водного шляху Азов — Каспій. У повоєнні роки від будівництва каналу з Калмикії до Каспійського моря відмовилися. Було ухвалено рішення поєднати Дон і Волгу та в 1952 році було введено в експлуатацію Волго-Донський судноплавний канал. Наприкінці 1940-х років до ланцюга водосховищ приєднали озеро Манич-Гудило. Судноплавний шлюзований водний шлях склав 329 кілометрів. Через те, що озеро Манич-Гудило було маловодним і в посушливі роки пересихало практично повністю (1886, 1936 рр..), були побудовані канали перекидання вод з верхів'їв р. Кубань і Цимлянського водосховища. Маницький водний шлях експлуатується в ХХІ сторіччі при дуже невеликих вантажообігах місцевого значення.